# Antonio Gualano
Antonio Gualano (Castel San Vincenzo, 14 gennaio 1899 – Roma, 4 giugno 1983) è stato un generale italiano.

## Biografia

### Prima guerra mondiale
Ha compiuto studi seminariali a Cassino, prima di arruolarsi volontario e partecipare alla prima guerra mondiale, come "ragazzo del 99". All'indomani del conflitto compie un breve periodo di studi di Legge prima di essere ammesso all'Accademia di Modena. Alla fine degli anni Venti partecipa alle operazioni di riconquista della Cirenaica, mentre nel 1939 fa parte del corpo di spedizione in Albania, quale aiutante di campo del generale Alfredo Guzzoni. 

### Seconda guerra mondiale
Nel 1942 - 1943 è nell'ARMIR, sotto il comando del generale Giovanni Messe, col grado di maggiore prima e di tenente colonnello dopo, e Direttore Trasporti dell'Intendenza di Armata su tutto il fronte. Nel corso della ritirata del gennaio - febbraio 1943 in occasione dell'Operazione Piccolo Saturno da parte sovietica, coordina efficacemente da Kharkov i rifornimenti logistici ai depositi di tappa della ritirata. Per queste azioni ottiene una Medaglia d'Argento . Nell'agosto 1943 accompagna la missione del generale Giuseppe Castellano ad Algeri per le trattative armistiziali ed è anche presente a Cassibile.

### Altri incarichi
Col grado di colonnello, alla guida del 144º reggimento fanteria della divisione Mantova (reparto che dopo l'8 settembre aveva risalito l'Italia a fianco degli Alleati), il 14 settembre 1947 entra in Gorizia riassicurandone il possesso italiano in base alle decisioni della Trattato di Parigi. All'indomani della guerra ricopre numerosi comandi di prestigio. In particolare è Comandante FTASE (Forze terrestri alleate del sud Europa) e sottocapo di Stato Maggiore dell'Esercito alla fine degli anni Cinquanta ed è Capo di Stato Maggiore dell'Esercito Italiano dal 1960 al 1962, anno in cui va in pensione.

## Opere
- prefazione a L'esercito italiano dal primo tricolore al primo centenario, a cura dell'Ufficio Storico dello Stato maggiore dell'Esercito, US-SME, Roma 1961;
- Relazione del Direttore dei Trasporti dell'Intendenza 8ª Armata - Generalità sul servizio dei Trasporti al Fronte Orientale, in Ufficio Storico dello Stato Maggiore dell'Esercito, I Servizi Logistici delle unità italiane al Fronte russo (1941-1943), US-SME, Roma 1975;